# Éric Vandenabeele
Éric Vandenabeele (Calais, 16 dicembre 1991) è un calciatore francese, difensore del Rodez.

## Carriera
Cresciuto nel settore giovanile del Boulogne, ha esordito in prima squadra il 10 agosto 2012 disputando l'incontro dello Championnat National vinto 1-0 contro il Luzenac. In seguito ha giocato in seconda divisione con Grenoble e Valenciennes.

## Statistiche

### Presenze e reti nei club
Statistiche aggiornate al 25 settembre 2021.
| Stagione            | Squadra             | Campionato          | Campionato | Campionato | Coppe nazionali | Coppe nazionali | Coppe nazionali | Coppe continentali | Coppe continentali | Coppe continentali | Altre coppe | Altre coppe | Altre coppe | Totale | Totale |
| Stagione            | Squadra             | Comp                | Pres       | Reti       | Comp            | Pres            | Reti            | Comp               | Pres               | Reti               | Comp        | Pres        | Reti        | Pres   | Reti   |
| ------------------- | ------------------- | ------------------- | ---------- | ---------- | --------------- | --------------- | --------------- | ------------------ | ------------------ | ------------------ | ----------- | ----------- | ----------- | ------ | ------ |
| 2012-2013           | Boulogne            | N                   | 16         | 0          | CdL             | 1               | 0               |                    | -                  | -                  |             | -           | -           | 17     | 0      |
| 2013-2014           | Boulogne            | N                   | 13         | 0          | CF              | 1               | 0               |                    | -                  | -                  |             | -           | -           | 14     | 0      |
| 2014-2015           | Boulogne            | N                   | 22         | 1          | CF              | 5               | 0               |                    | -                  | -                  |             | -           | -           | 27     | 1      |
| 2015-2016           | Boulogne            | N                   | 20         | 4          | CF              | 3               | 0               |                    | -                  | -                  |             | -           | -           | 23     | 4      |
| Totale Boulogne     | Totale Boulogne     | Totale Boulogne     | 71         | 5          |                 | 10              | 0               |                    | -                  | -                  |             | -           | -           | 81     | 5      |
| 2016-2017           | Grenoble            | CFA                 | 24         | 0          | CF              | 2               | 0               |                    | -                  | -                  |             | -           | -           | 26     | 0      |
| 2017-2018           | Grenoble            | N                   | 29         | 2          | CF              | 3               | 0               |                    | -                  | -                  |             | -           | -           | 32     | 2      |
| 2018-2019           | Grenoble            | L2                  | 27         | 2          | CF+CdL          | 1+1             | 0               |                    | -                  | -                  |             | -           | -           | 29     | 2      |
| 2019-2020           | Grenoble            | L2                  | 22         | 2          | CF+CdL          | 1+2             | 0               |                    | -                  | -                  |             | -           | -           | 25     | 2      |
| Totale Grenoble     | Totale Grenoble     | Totale Grenoble     | 102        | 6          |                 | 10              | 0               |                    | -                  | -                  |             | -           | -           | 112    | 6      |
| 2020-2021           | Valenciennes        | L2                  | 21         | 2          | CF              | 2               | 0               |                    | -                  | -                  |             | -           | -           | 23     | 2      |
| 2021-2022           | Valenciennes        | L2                  | 0          | 0          |                 | -               | -               |                    | -                  | -                  |             | -           | -           | 0      | 0      |
| Totale Valenciennes | Totale Valenciennes | Totale Valenciennes | 21         | 2          |                 | 2               | 0               |                    | -                  | -                  |             | -           | -           | 23     | 2      |
| Totale carriera     | Totale carriera     | Totale carriera     | 194        | 13         |                 | 22              | 0               |                    | -                  | -                  |             | -           | -           | 216    | 13     |